# Os Fantasmas Trapalhões
Pour plus de détails, voir Fiche technique et Distribution.
Os Fantasmas Trapalhões est une comédie brésilienne réalisée par J.B. Tanko, sorti en 1987. Le scénario a été écrit par Renato Aragão et Domingos Demasi.
Il fut le dernier long-métrage du réalisateur croate J.B. Tanko.

## Synopsis
Quatre amis, Didi, Dedé, Mussum et Zacarias gagnent leur vie grâce à la vente d'objets d'artisanat au bord de la route à Manaus. Des coups de feu surprennent les quatre vendeurs. Ils aperçoivent arriver de loin une voiture décapotable poursuivie par une autre voiture où à son bord, un homme tire la voiture avec son révolver. Dédé, Mussum, Zacarias et Augusto décident de poursuivre les deux voitures. Didi surprend les occupants de la voiture, ayant réussi miraculeusement à se trouver sur le toit de leur voiture. Le tireur les repère et vise Didi afin de les dissuader de les suivre. Armé son lance-pierre, Didi réplique en cassant la lunette arrière de la voiture des malfaiteurs. Au deuxième lancé, il réussit avec brio à éjecter le révolver de la main du tireur. Le chauffeur prête son révolver à son collègue mais qui sera de nouveau éjecter de sa main par l'exploit du lance-pierre de Didi.
Malheureusement, le passager de la voiture poursuivie est pris d'un malaise cardiaque sous les yeux désespérés de son chauffeur. Didi rapproche la voiture des malfaiteurs, permettant ainsi à Didi de monter sur le toit de leur voiture de ces derniers. Didi assomme le passager et le chauffeur de coups de poing au visage, qui perdent contrôle de la voiture. Didi se fait projeté hors du toit de la voiture et rentre dans un panneau publicitaire. Dédé, Mussum, Zacarias et Augusto descendent de leur voiture pour se précipiter vers la voiture des malfaiteurs assommés par Didi. Au loin, ils aperçoivent le conducteur de la voiture poursuivie s'enfuir. Intrigué, ils viennent jusqu'à la voiture où se trouvent le passager souffrant. 
Il aide le vieux Giovanni qui, avant de mourir, révèle la cachette d'une fortune, qui est en réalité de l'argent volé d'une banque en Italie, pour lequel une récompense de cinq millions de dollars est offerte. Pendant ce temps, Didi, se jette sur les deux malfrats armés, réveillés qui avaient écouté la conversation échangé de ses amis avec Giovanni. Les malfrats prennent la fuite. 
Dédé, Didi, Mussum, Zacarias et Augusto prennent alors un avion pour l'Italie. Cependant, ils ne s'attendaient à ce que la cachette se trouverait être un château hanté et que les malfrats allaient les suivre dans leur quête…   

## Fiche technique
Cette fiche technique est établie à partir de Cinemateca brasileira. 
- Titre original : Os Fantasmas Trapalhões
- Réalisation : J.B. Tanko
- Scénario :  J.B. Tanko, Renato Aragão et Domingos Demasi
- Directeur artistique : Yurika Yamasaki
- Photographie : Nonato Estrela
- Son : Geraldo José
- Montage : Diana Vasconcellos
- Musique : Ugo Marotta
- Production : Renato Aragão
  - Direction de production : Jane Guerra Peixe et Miriam Lemos
  - Production exécutive : Carlos Alberto Diniz
- Costumes : Yurika Yamasaki
- Effets spéciaux : Edu Paumgartten
- Sociétés de production : Art Films S.A., Cinematográfica Sul, Demuza Cinematográficas, 
Dédé-Mussum-Zacarias, Ponto Filmes, RA Renato Aragão Produções Artísticas et Emp. Ind. Lom. Ltda
- Sociétés de distribution : Art Films S.A., Ouro Nacional
- Pays d'origine :  Brésil
- Langue originale : portugais
- Format : couleurs - 35 mm
- Genre : Comédie horrifique et fantastique
- Durée : 90 minutes
- Dates de sortie : 23 juin 1987 ( Brésil)

## Distribution
| - Renato Aragão : Didi - Mussum : Mussum - Dedé Santana : Dedé - Zacarias : Zacarias - Bia Seidl : Leila - Afonso Nigro : Afonso - Nill : Nill - Marcos Quintela : Marcos - Marcelo Rodrigues : Marcelo - Carla Daniel : Ruth - Paulo Porto : Nicolas | - Gugu Liberato : Augusto Participations spéciales - Wilson Grey : Giovanni - Dino Santana : Tomi, un mafieux - Claudioney Penedo : Faustino, le majordome |

## Analyse

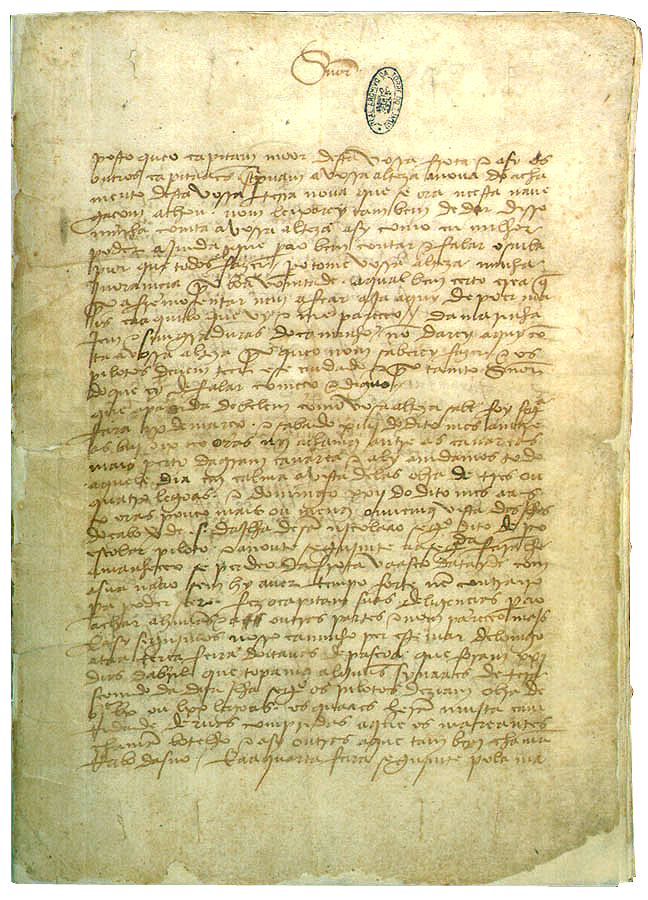
Lettre de Pero Vaz de Caminha à l'adresse du roi Manuel 1er.

Dans une séquence du film, Didi (Renato Aragão) se fait éjecté hors du toit de la voiture des malfrats et rentre dans un panneau publicitaire où est inscrit cette phrase : « … Nesta terra, em se plantando, tudo dá… Já dizia Pero Vaz de Caminha ». Cette expression fait référence à la lettre du 1er mai 1500 écrite par l'écrivain et explorateur portugais Pero Vaz de Caminha adressée au roi portugais Manuel 1er, parlant de sa découverte d'une nouvelle terre qui s'appellera plus tard le Brésil. Publiée qu'en 1817, cette lettre est considérée comme un document écrit de l'histoire de la fondation du Brésil. Au Brésil, cette expression est toujours employée de nos jours pour désigner la fertilité de la terre.
La perruque de Zacarias change de coloration à chaque fois qu'il rencontre un fantôme passant du blanc au rouge.
Le présentateur de télévision Augusto Liberato réalise son premier film aux côtés des Os Trapalhões. Dans cette production, il incarne le rôle du protagoniste, le délégué Augusto contrairement aux deux autres films suivants, O Casamento dos Trapalhões et Os Trapalhões na Terra dos Monstros dans lesquels il n'a fait qu'une participation spéciale. 
Dino Santana interprète le rôle d'un mafieux, Tomi, son tout dernier rôle au cinéma. 

## Musique
La bande originale de Os Fantasmas Trapalhões a été dirigée par le compositeur brésilien Ugo Marotta, qui avait déjà travaillé avec le directeur de photographie Nonato Estrela sur le film Urubus e Papagaios en 1985. Elle se compose de cinq titres. Elle comprend trois titres interprétés par Os Trapalhões, composés par les deux compositeurs, Michael Sullivan et Paulo Massadas. 
Le quatrième titre, Minha Tutti (my toot toot), interprété par Os Trapalhões, est composé par une version de Renato Aragão d'après la chanson My Toot Toot du chanteur américain Rockin' Sidney. Le dernier titre, Tudo a Ver Com o Teu Olhar, est quant à lui, interprété par le boys band brésilien Dominó et fut écrit par Paul Mounsey et Edgard B. Poças. 
- No mundo da lua - Os Trapalhões
- Super-heróis brasileiros - Os Trapalhões
- Coração trapalhão - Os Trapalhões
- Minha Tutti (my toot toot) - Os Trapalhões
- Tudo a Ver Com o Teu Olhar - Dominó

## Box-office
| Brésil | ~ 2 689 380 entrées |

Sorti en juin 1987, le dernier film de J.B. Tanko n'a pas eu le même succès escompté qu'avec ses précédents films avec la troupe Os Trapalhões dans le box-office brésilien. Il dépasse une seule de ses réalisations As Borboletas também Amam (1979) n'ayant vendu plus d'un million d'entrées.

## Exploitations ultérieures
Jusqu'en septembre 2008, les films des Os Trapalhões n'avait bénéficié d'aucune attention pour être distribué au marché du DVD et du Blu-ray. Beaucoup d'entre eux étaient laissés dans des formats distincts ou laissés dans l'oubli. La société de distribution Europa Filmes sort trente-neuf films remastérisés dès le 20 septembre 2008.
En hommage à l'acteur et humoriste Renato Aragão, le film est diffusé parmi plus de 40 films faisant partie de sa filmographie lors de la 28e édition du Festival du cinéma ibéro-américain Cine Ceará se déroulant de juillet à août 2018,. 